# Roumens
Roumens est une commune française située dans le nord-est du département de la Haute-Garonne en région Occitanie.
Sur le plan historique et culturel, la commune est dans le Lauragais, l'ancien « Pays de Cocagne », lié à la fois à la culture du pastel et à l’abondance des productions, et de « grenier à blé du Languedoc ». Exposée à un climat océanique altéré, elle est drainée par le Laudot et par divers autres petits cours d'eau. La commune possède un patrimoine naturel remarquable composé d'une zone naturelle d'intérêt écologique, faunistique et floristique.
Roumens est une commune rurale qui compte 244 habitants en 2022, après avoir connu une forte hausse de la population depuis 1975. Elle fait partie de l'aire d'attraction de Toulouse. Ses habitants sont appelés les Roumensois ou  Roumensoises.

## Géographie

### Localisation
La commune de Roumens se trouve dans le département de la Haute-Garonne, en région Occitanie.
Elle se situe à 42 km à vol d'oiseau de Toulouse, préfecture du département, et à 6 km de Revel, bureau centralisateur du canton de Revel dont dépend la commune depuis 2015 pour les élections départementales.
La commune fait en outre partie du bassin de vie de Revel.
Les communes les plus proches sont : 
Montégut-Lauragais (1,7 km), Nogaret (3,2 km), Saint-Félix-Lauragais (3,7 km), Saint-Julia (3,8 km), Montgey (5,1 km), Garrevaques (5,1 km), Falga (5,7 km), Vaudreuille (6,1 km).
Sur le plan historique et culturel, Roumens fait partie du Lauragais, occupant une vaste zone, autour de l’axe central que constitue le canal du Midi, entre les agglomérations de Toulouse au nord-ouest et Carcassonne au sud-est et celles de Castres au nord-est et Pamiers au sud-ouest. C'est l'ancien « Pays de Cocagne », lié à la fois à la culture du pastel et à l’abondance des productions, et de « grenier à blé du Languedoc ».
Les communes limitrophes sont  Montégut-Lauragais et Saint-Félix-Lauragais.
|  | Montégut-Lauragais    |
|  | Roumens               |
|  | Saint-Félix-Lauragais |

### Hydrographie

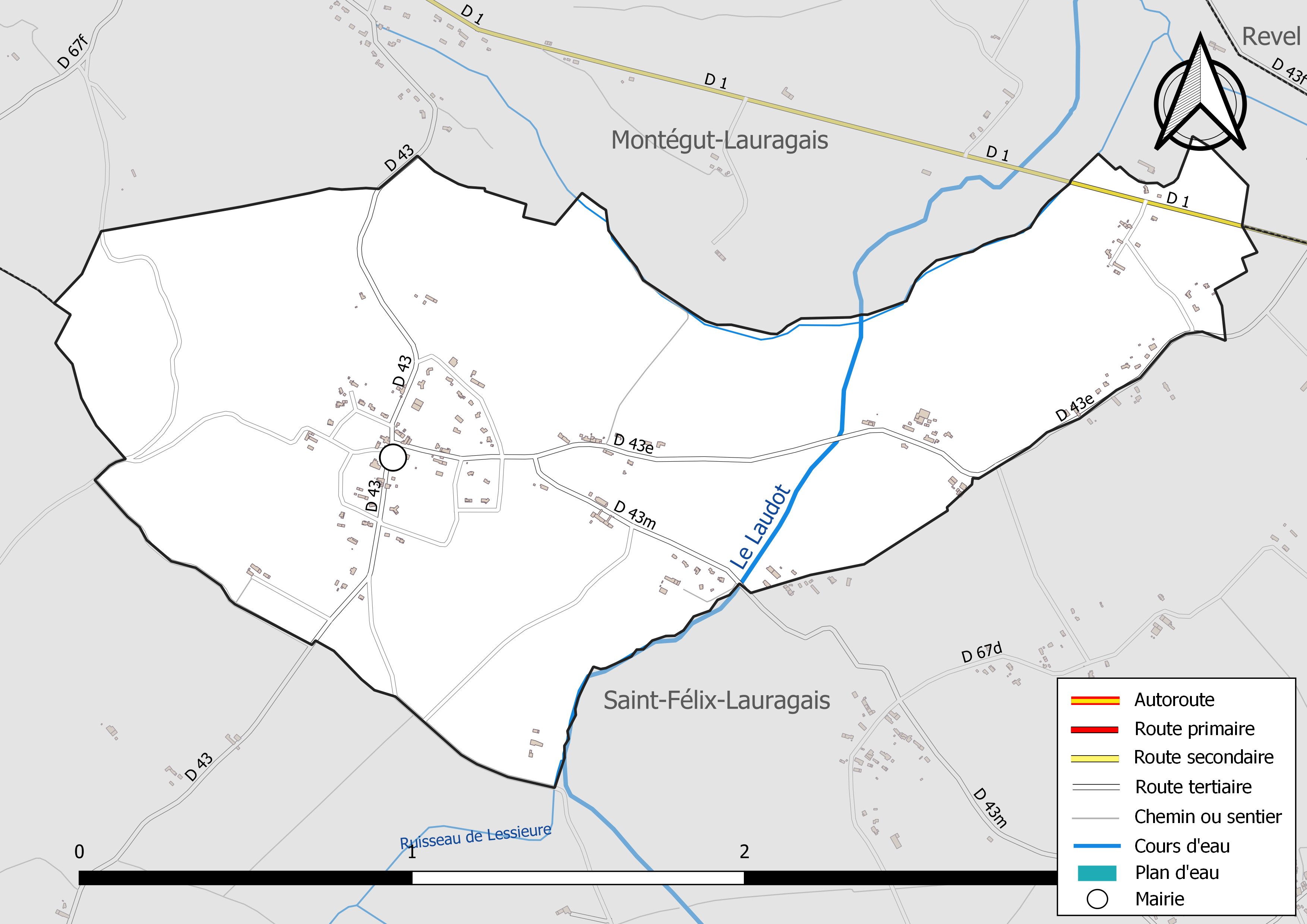
Réseaux hydrographique et routier de Roumens.

La commune est dans le bassin de la Garonne, au sein du bassin hydrographique Adour-Garonne. Elle est drainée par le Laudot, le ruisseau de Lessieure et par deux petits cours d'eau, constituant un réseau hydrographique de 3 km de longueur totale,.
Le Laudot, d'une longueur totale de 22,9 km, prend sa source dans la commune des Les Cammazes (81) et s'écoule vers l'ouest puis se réoriente au nord. Il traverse la commune et se jette dans le Sor à Garrevaques (81), après avoir traversé 10 communes.

### Climat
Pour des articles plus généraux, voir Climat de l'Occitanie et Climat de la Haute-Garonne.
En 2010, le climat de la commune est de type climat du Bassin du Sud-Ouest, selon une étude s'appuyant sur une série de données couvrant la période 1971-2000. En 2020, Météo-France publie une typologie des climats de la France métropolitaine dans laquelle la commune est exposée à un climat océanique altéré et est dans la région climatique Aquitaine, Gascogne, caractérisée par une pluviométrie abondante au printemps, modérée en automne, un faible ensoleillement au printemps, un été chaud (19,5 °C), des vents faibles, des brouillards fréquents en automne et en hiver et des orages fréquents en été (15 à 20 jours).
Pour la période 1971-2000, la température annuelle moyenne est de 13,1 °C, avec une amplitude thermique annuelle de 15,9 °C. Le cumul annuel moyen de précipitations est de 771 mm, avec 9,9 jours de précipitations en janvier et 5,2 jours en juillet. Pour la période 1991-2020, la température moyenne annuelle observée sur la station météorologique la plus proche, située sur la commune de Saint-Félix-Lauragais à 4 km à vol d'oiseau, est de 13,5 °C et le cumul annuel moyen de précipitations est de 673,9 mm,. Pour l'avenir, les paramètres climatiques de la commune estimés pour 2050 selon différents scénarios d'émission de gaz à effet de serre sont consultables sur un site dédié publié par Météo-France en novembre 2022.

### Milieux naturels et biodiversité

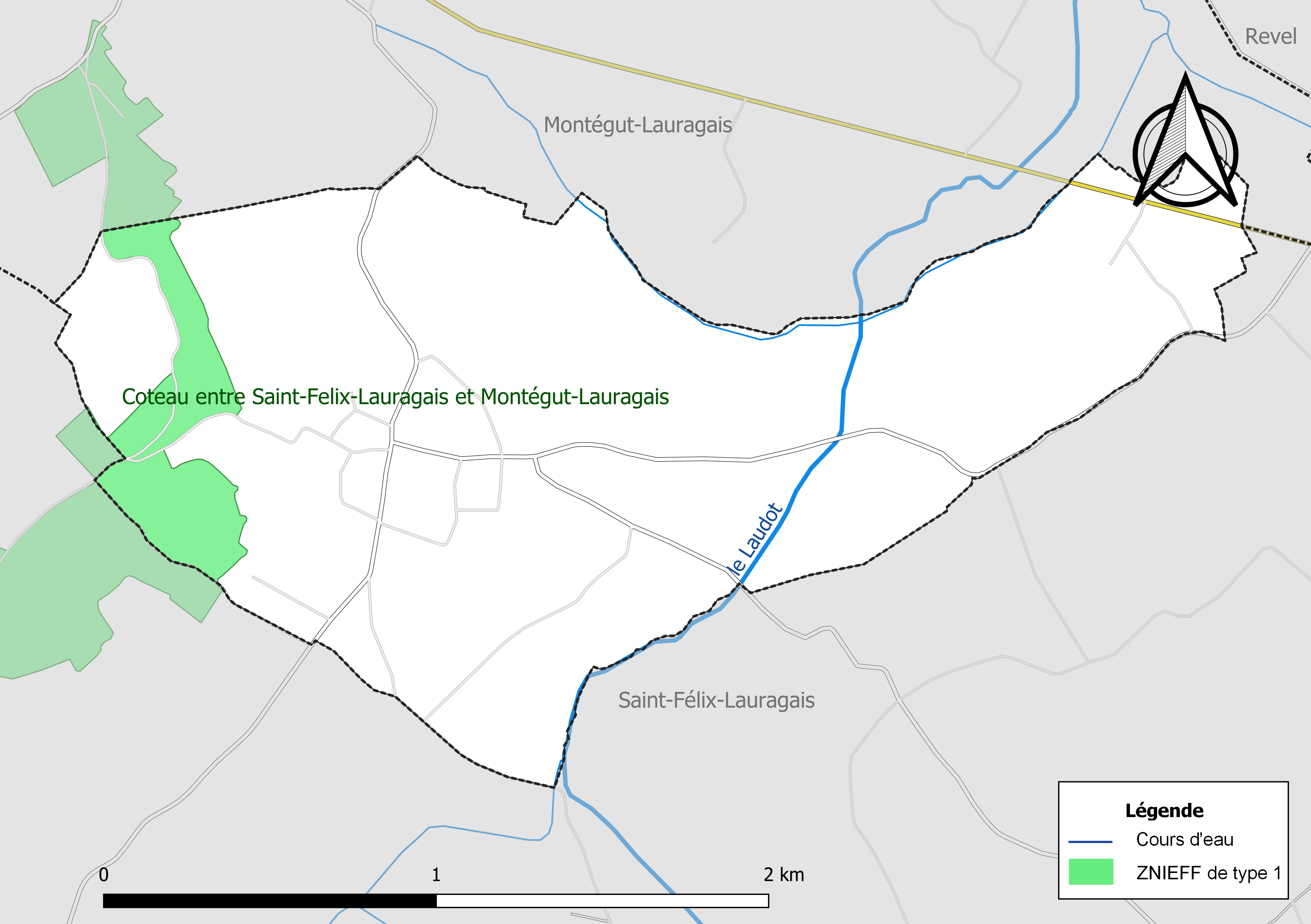
Carte de la ZNIEFF de type 1 localisée sur la commune.

L’inventaire des zones naturelles d'intérêt écologique, faunistique et floristique (ZNIEFF) a pour objectif de réaliser une couverture des zones les plus intéressantes sur le plan écologique, essentiellement dans la perspective d’améliorer la connaissance du patrimoine naturel national et de fournir aux différents décideurs un outil d’aide à la prise en compte de l’environnement dans l’aménagement du territoire.
Une ZNIEFF de type 1 est recensée sur la commune :
le « coteau entre Saint-Felix-Lauragais et Montégut-Lauragais » (114 ha), couvrant 3 communes du département.

## Urbanisme

### Typologie
Au 1er janvier 2024, Roumens est catégorisée commune rurale à habitat dispersé, selon la nouvelle grille communale de densité à sept niveaux définie par l'Insee en 2022.
Elle est située hors unité urbaine. Par ailleurs la commune fait partie de l'aire d'attraction de Toulouse, dont elle est une commune de la couronne,. Cette aire, qui regroupe 527 communes, est catégorisée dans les aires de 700 000 habitants ou plus (hors Paris),.

### Occupation des sols
L'occupation des sols de la commune, telle qu'elle ressort de la base de données européenne d’occupation biophysique des sols Corine Land Cover (CLC), est marquée par l'importance des territoires agricoles (100 % en 2018), une proportion identique à celle de 1990 (100 %). La répartition détaillée en 2018 est la suivante : 
terres arables (82,7 %), zones agricoles hétérogènes (17,3 %). L'évolution de l’occupation des sols de la commune et de ses infrastructures peut être observée sur les différentes représentations cartographiques du territoire : la carte de Cassini (XVIIIe siècle), la carte d'état-major (1820-1866) et les cartes ou photos aériennes de l'IGN pour la période actuelle (1950 à aujourd'hui).

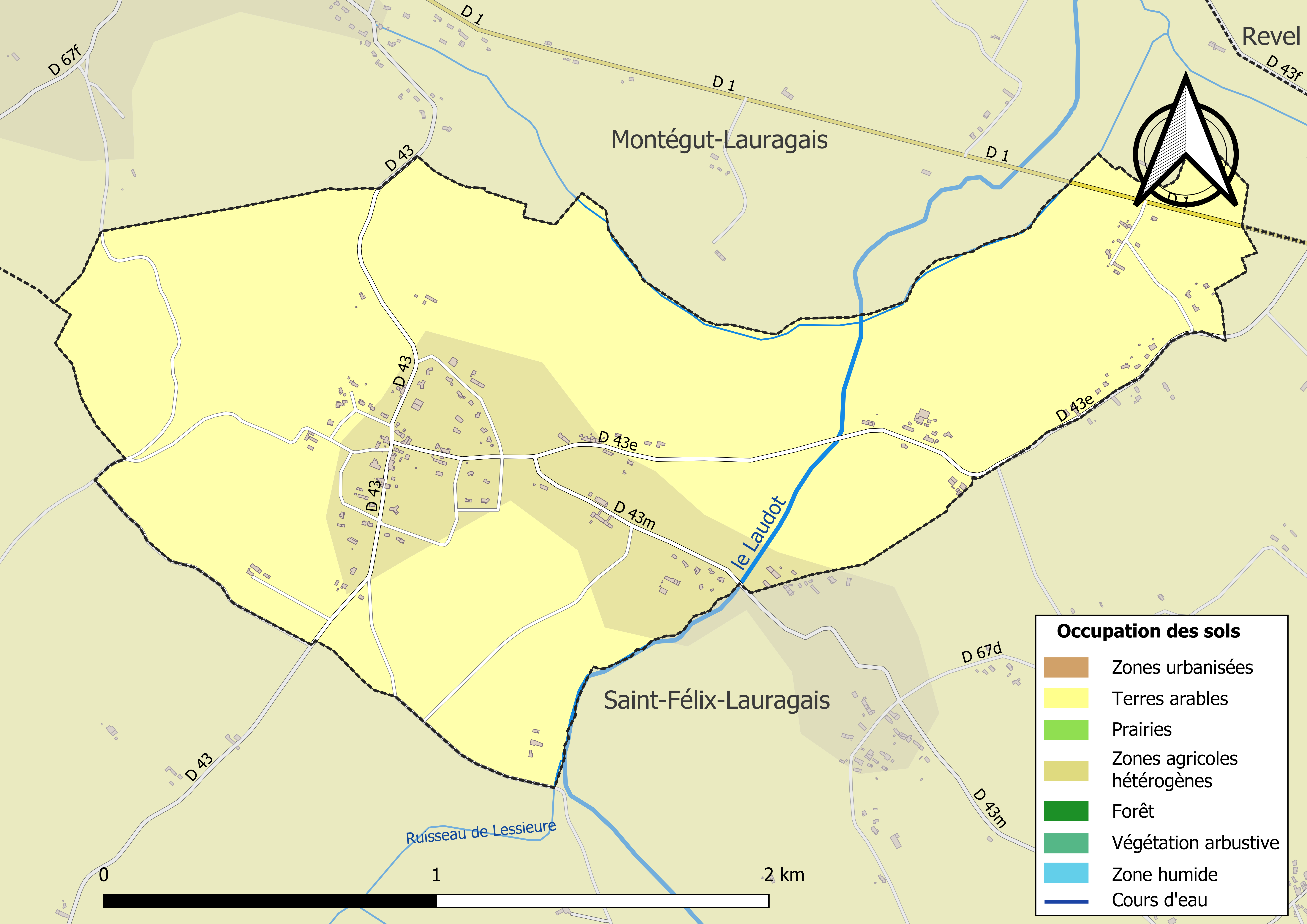
Carte des infrastructures et de l'occupation des sols de la commune en 2018 (CLC).

### Risques majeurs
Le territoire de la commune de Roumens est vulnérable à différents aléas naturels : météorologiques (tempête, orage, neige, grand froid, canicule ou sécheresse), inondations et séisme (sismicité très faible). Un site publié par le BRGM permet d'évaluer simplement et rapidement les risques d'un bien localisé soit par son adresse soit par le numéro de sa parcelle.
Certaines parties du territoire communal sont susceptibles d’être affectées par le risque d’inondation par débordement de cours d'eau, notamment le Laudot. La commune a été reconnue en état de catastrophe naturelle au titre des dommages causés par les inondations et coulées de boue survenues en 1982, 1998, 1999, 2000, 2009 et 2020,.

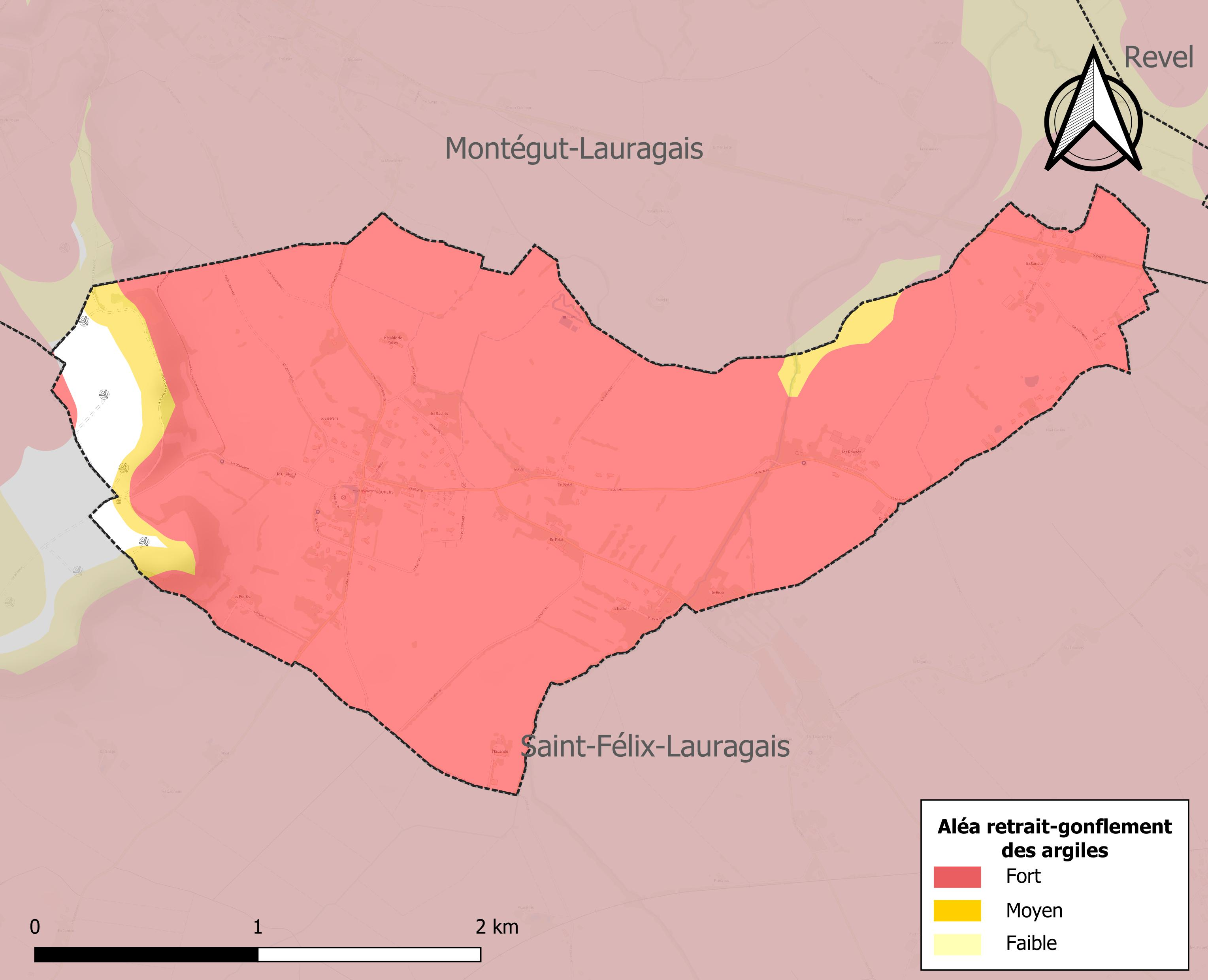
Carte des zones d'aléa retrait-gonflement des sols argileux de Roumens.

Le retrait-gonflement des sols argileux est susceptible d'engendrer des dommages importants aux bâtiments en cas d’alternance de périodes de sécheresse et de pluie. 96,9 % de la superficie communale est en aléa moyen ou fort (88,8 % au niveau départemental et 48,5 % au niveau national). Sur les 111 bâtiments dénombrés sur la commune en 2019, 111 sont en aléa moyen ou fort, soit 100 %, à comparer aux 98 % au niveau départemental et 54 % au niveau national. Une cartographie de l'exposition du territoire national au retrait gonflement des sols argileux est disponible sur le site du BRGM,.
Par ailleurs, afin de mieux appréhender le risque d’affaissement de terrain, l'inventaire national des cavités souterraines permet de localiser celles situées sur la commune.
Concernant les mouvements de terrains, la commune a été reconnue en état de catastrophe naturelle au titre des dommages causés par la sécheresse en 2003 et 2017 et par des mouvements de terrain en 1999.

## Histoire
Le village compte un plan d'eau, une église et un pont du XVIIIe siècle.
Au Moyen Âge, Romencs était situé dans une structure circulaire entourée de fossés. Un seul pont  à l’Ouest en permettait l'accès. Plus tard, le village s'est développé à l'extérieur des fossés, aujourd'hui encore remplis d'eau. La tradition locale veut que l'actuelle sacristie soit l'ancienne chapelle du château, qui portait le nom de Saint Jean-de- Romencs. Le château et l'Hôtel de Ville qui étaient, avec l'église, le centre du village, n'existent plus. Seule reste l'église.

## Héraldique
| [[Image:\|Blason à dessiner\|100px]] | Blason  | D'azur à la cloche d'or.                         |
| [[Image:\|Blason à dessiner\|100px]] | Détails | Le statut officiel du blason reste à déterminer. |

## Politique et administration
| Période                                  | Période   | Identité         | Étiquette | Qualité                             |
| ---------------------------------------- | --------- | ---------------- | --------- | ----------------------------------- |
| mars 2001                                | mars 2008 | Bernard Barbaste |           | Agriculteur                         |
| mars 2008                                | mars 2020 | Jean Latché      | DVD       | Agriculteur                         |
| mai 2020                                 | En cours  | Philippe Lasman  | SE        | Consultant en gestion d'entreprises |
| Les données manquantes sont à compléter. |           |                  |           |                                     |

Commune faisant partie de la septième circonscription de la Haute-Garonne.

## Démographie
L'évolution du nombre d'habitants est connue à travers les recensements de la population effectués dans la commune depuis 1793. Pour les communes de moins de 10 000 habitants, une enquête de recensement portant sur toute la population est réalisée tous les cinq ans, les populations de référence des années intermédiaires étant quant à elles estimées par interpolation ou extrapolation. Pour la commune, le premier recensement exhaustif entrant dans le cadre du nouveau dispositif a été réalisé en 2005.

En 2022, la commune comptait 244 habitants, en évolution de +1,67 % par rapport à 2016 (Haute-Garonne : +8,02 %, France hors Mayotte : +2,11 %).
| 1793 | 1800 | 1806 | 1821 | 1831 | 1836 | 1841 | 1846 | 1851 |
| ---- | ---- | ---- | ---- | ---- | ---- | ---- | ---- | ---- |
| 255  | 257  | 291  | 318  | 366  | 356  | 379  | 413  | 410  |

| 1856 | 1861 | 1866 | 1872 | 1876 | 1881 | 1886 | 1891 | 1896 |
| ---- | ---- | ---- | ---- | ---- | ---- | ---- | ---- | ---- |
| 369  | 398  | 401  | 323  | 293  | 276  | 261  | 259  | 242  |

| 1901 | 1906 | 1911 | 1921 | 1926 | 1931 | 1936 | 1946 | 1954 |
| ---- | ---- | ---- | ---- | ---- | ---- | ---- | ---- | ---- |
| 206  | 209  | 211  | 190  | 189  | 179  | 164  | 141  | 169  |

| 1962 | 1968 | 1975 | 1982 | 1990 | 1999 | 2005 | 2006 | 2010 |
| ---- | ---- | ---- | ---- | ---- | ---- | ---- | ---- | ---- |
| 158  | 149  | 141  | 144  | 168  | 202  | 211  | 221  | 249  |

| 2015 | 2020 | 2022 | - | - | - | - | - | - |
| ---- | ---- | ---- | - | - | - | - | - | - |
| 244  | 250  | 244  | - | - | - | - | - | - |

## Économie

### Revenus
En 2018  (données Insee publiées en septembre 2021), la commune compte 101 ménages fiscaux, regroupant 266 personnes. La médiane du revenu disponible par unité de consommation est de 25 190 € (23 140 € dans le département).

### Emploi
|                | 2008  | 2013  | 2018  |
| -------------- | ----- | ----- | ----- |
| Commune        | 7,8 % | 8,3 % | 6,9 % |
| Département    | 7,7 % | 9,6 % | 9,3 % |
| France entière | 8,3 % | 10 %  | 10 %  |

En 2018, la population âgée de 15 à 64 ans s'élève à 156 personnes, parmi lesquelles on compte 83,6 % d'actifs (76,7 % ayant un emploi et 6,9 % de chômeurs) et 16,4 % d'inactifs,. En  2018, le taux de chômage communal (au sens du recensement) des 15-64 ans est inférieur à celui de la France et département, alors qu'en 2008 il était supérieur à celui du département et inférieur à celui de la France.
La commune fait partie de la couronne de l'aire d'attraction de Toulouse, du fait qu'au moins 15 % des actifs travaillent dans le pôle,. Elle compte 24 emplois en 2018, contre 29 en 2013 et 31 en 2008. Le nombre d'actifs ayant un emploi résidant dans la commune est de 120, soit un indicateur de concentration d'emploi de 19,7 % et un taux d'activité parmi les 15 ans ou plus de 64,3 %.
Sur ces 120 actifs de 15 ans ou plus ayant un emploi, 21 travaillent dans la commune, soit 17 % des habitants. Pour se rendre au travail, 86,9 % des habitants utilisent un véhicule personnel ou de fonction à quatre roues, 1,6 % les transports en commun, 3,2 % s'y rendent en deux-roues, à vélo ou à pied et 8,2 % n'ont pas besoin de transport (travail au domicile).

### Activités hors agriculture

#### Secteurs d'activités
20 établissements sont implantés  à Roumens au 31 décembre 2019.
Le secteur du commerce de gros et de détail, des transports, de l'hébergement et de la restauration est prépondérant sur la commune puisqu'il représente 25 % du nombre total d'établissements de la commune (5 sur les 20 entreprises implantées  à Roumens), contre 25,9 % au niveau départemental.

#### Entreprises et commerces

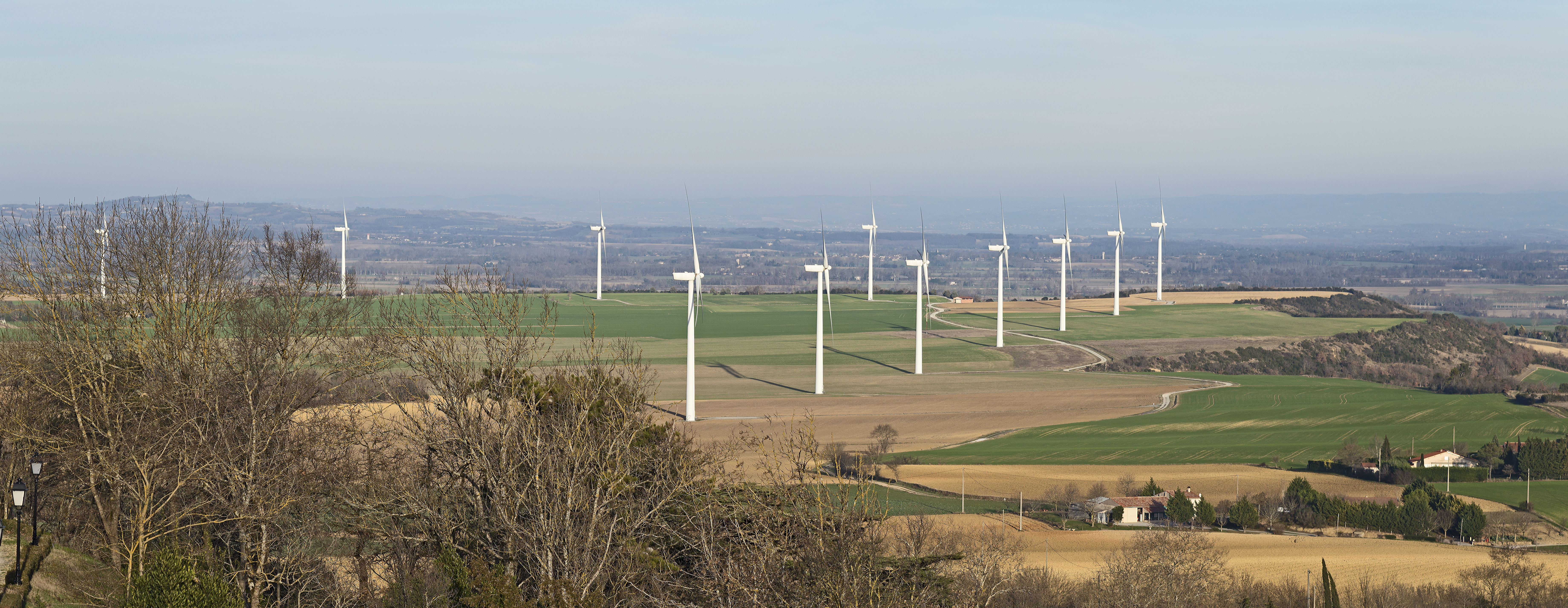
Parc éolien du Lauragais.

La commune de Roumens est essentiellement agricole : céréales, élevage et tourisme.
Le parc éolien du Lauragais, composé de onze machines réparties sur trois communes – six éoliennes sur la commune de Saint-Félix-Lauragais, quatre sur Roumens et une sur Montégut-Lauragais – a été mis en service fin 2008. Il est exploité par la société Voltalia. Il a une puissance nominale totale installée de 18,37 MW. La production annuelle est estimée à 45 GW.h, et alimente en électricité, chauffage compris, via le poste source EDF de Revel, un peu plus de 10 000 foyers.

### Agriculture
|               | 1988 | 2000 | 2010 | 2020 |
| ------------- | ---- | ---- | ---- | ---- |
| Exploitations | 13   | 13   | 8    | 6    |
| SAU (ha)      | 338  | 404  | 306  | 264  |

La commune est dans le Lauragais, une petite région agricole occupant le nord-est du département de la Haute-Garonne, dont les coteaux portent des grandes cultures en sec avec une dominante blé dur et tournesol. En 2020, l'orientation technico-économique de l'agriculture  sur la commune est la polyculture et/ou le polyélevage. Six exploitations agricoles ayant leur siège dans la commune sont dénombrées lors du recensement agricole de 2020 (13 en 1988). La superficie agricole utilisée est de 264 ha,,.

## Enseignement
L'école est organisée en un Regroupement pédagogique (RPI) entre les communes de Montégut-Lauragais, Saint-Julia-de-Gras-Capou, Roumens, Le Cabanial et Nogaret.
Pour faire face au risque de fermeture de l'école communale, la municipalité s'est engagée dans les années 1980-1990 dans la voie du Regroupement pédagogique avec les communes voisines de Saint-Julia-de-Gras-Capou, Montégut-Lauragais et Le Cabanial. Ce regroupement a permis de sauvegarder les écoles et de proposer des services comme un ramassage scolaire financé par le conseil général de la Haute-Garonne. Par la suite, la commune de Nogaret a rejoint le RPI.
Le succès de cette formule, dû en partie à l'accroissement de la population, a été tel que les municipalités du regroupement ont décidé d'un unique groupe scolaire intercommunal, pour remplacer les locaux actuels. Ce nouveau groupe scolaire, dit « des cinq clochers », est situé sur la commune de Saint-Julia-de-Gras-Capou. Il a ouvert à la rentrée de septembre 2013 avec un total de six classes (maternelles et primaires),.

## Vie associative
Le village compte une fête locale, un vide-greniers, des cours de country, de gym, de yoga, etc. de par l’association Le Foyer de Roumens qui compte environ 70 adhérents.
Le village est surtout connu et reconnu pour sa fête locale qui a lieu tous les ans le 3ieme week-end de juillet qui dure 4 jours et qui se termine par un feu d'artifice et spectacle qui attire de très nombreuses personnes. A savoir que le spectacle est organisé et interprété par des Roumensois. 

## Culture locale et patrimoine

### Lieux et monuments
- Église Saint-Jean-Baptiste.